# Bard (zanger)

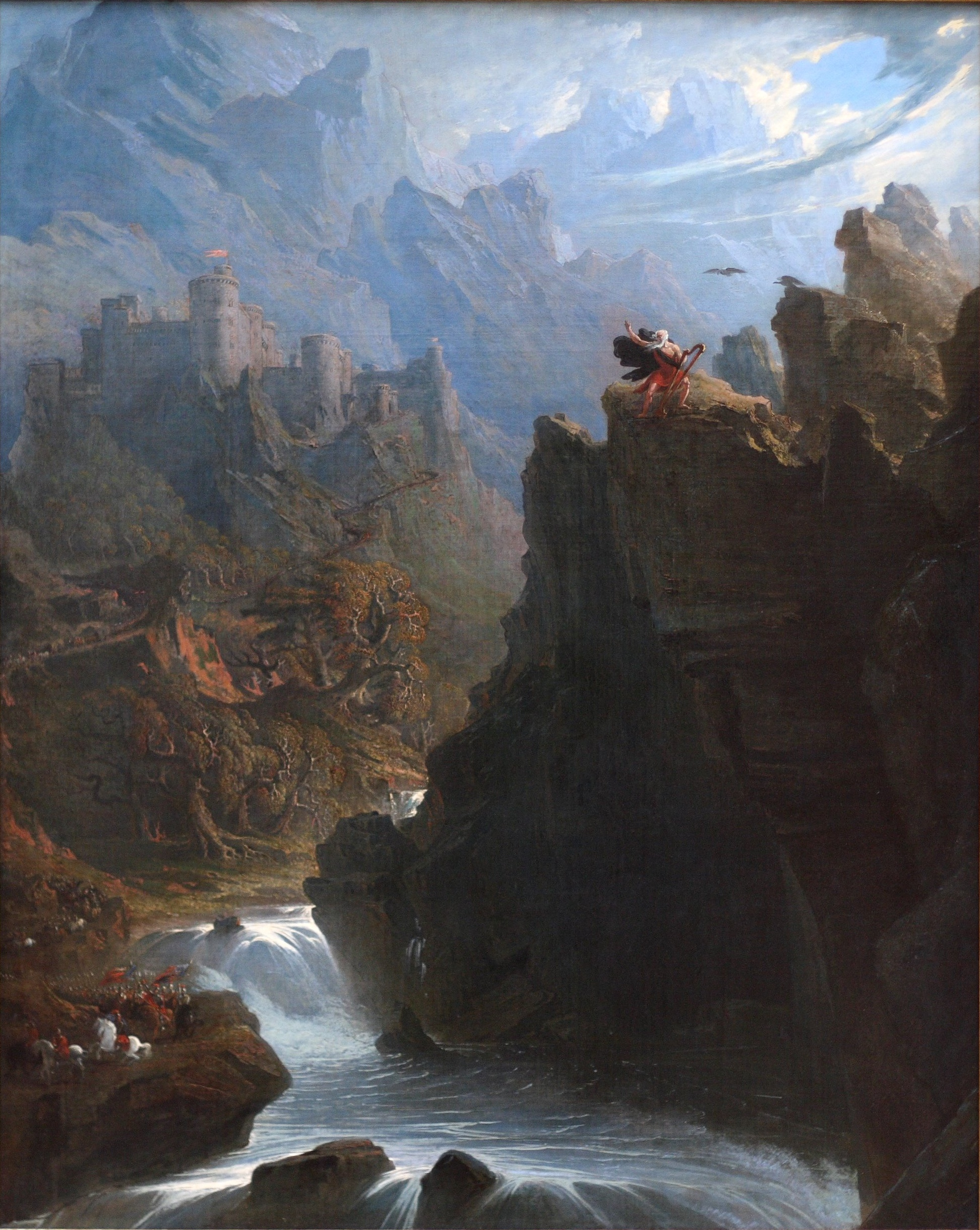
The Bard, omstreeks 1817 door John Martin

Een bard is een lyrisch dichter en zanger in met name de Keltische talen. Barden werden al vermeld door de Romeinse en Griekse geschiedschrijvers.

## Volgens de klassieken
Julius Caesar schreef in zijn De Bello Gallico na een lange passage over de druïden, dat er mensen van Gallië naar Brittannië reisden om er te studeren. De druïden leerden volgens Caesar een groot aantal verzen uit het hoofd en sommige mensen volgden daarom wel twintig jaar onderwijs. Strabo merkte in zijn Geographika op dat onder de Gallische (Keltische) volkeren de barden, vates (zieners) en druïden een uitzonderlijk hoge status hadden. Volgens hem waren de barden zangers en dichters, de vates waarzeggers en natuurfilosofen en studeerden de druïden naast de natuurfilosofie ook morele filosofie.

## Scholen
In het christelijke Ierland bestonden er honderden jaren later naast scriptoria voor monniken nog steeds scholen voor barden. Onder meer werden er de letters van het ogham schrift geleerd, grammatica, verhalen, filosofie, gedichten en de geheime taal van de dichters.

## Aan het hof
Barden werden wel door vorsten betaald om hun eer te bezingen. Ze zorgden ervoor dat de geschiedenis van het land en het volk  bewaard bleef en hielden de afstammingslijnen van de adel in herinnering. Ze gebruikten satire om de macht van tegenstanders van hun vorst te ondermijnen. Ook bezongen zij heldendaden. Het oudst bekende bardengedicht stamt uit Ierland en dateert uit de 9e eeuw. In Wales stonden de barden in hoog aanzien. In Ierland vormden de filid de hoogste klasse van hofdichters en namen barden een lagere plaats in.

## Neergang

### Romeinen
De neergang van de barden hangt samen met de ondergang van de Keltische cultuur. Eerst werden Keltische gebieden door de Romeinen veroverd: Spanje en het noorden van Italië (begin tweede eeuw v. Chr.), Gallië (vanaf eind tweede eeuw v. Chr.), Galatië (eerste eeuw v. Chr.) en Brittannia (eerste eeuw n. Chr.). Kelten onder Romeinse heerschappij namen het Latijn over en romaniseerden vrij snel, maar in Brittannia werden nog Keltische talen gesproken. Die werden pas zwaar bedreigd door de invallen van de Angelsaksische Germanen. 

### Angelsaksen en bekering
De binnengevallen Angelsaksen dreven de Britten naar het westen van het eiland en werden in de periode 590 - 660 tot het christendom bekeerd. In 595 was Augustinus van Canterbury op missie gestuurd door paus Gregorius de Grote om het heidense koninkrijk Kent te bekeren. Daarna volgde koninkrijk Northumbria. De Angelsaksische koninkrijken groeiden in omvang en er werden tal van christelijke kloosterscholen gesticht.

### Normandiërs
Onder de heerschappij van Normandische meesters was het prinsen ten slotte zelfs verboden barden aan het hof in dienst te hebben en hen opdrachten tot composities te geven. 
Later traden de barden (in Engeland), minstrelen genoemd, niet enkel meer op voor de adel, maar ook voor het gewone volk. Zij zongen overal in dorpen en steden hun verzen. Hun liederen waren niet altijd oorspronkelijk, maar gebaseerd op volksliederen, waar zij soms eigen tekst of een nieuwe melodie aan toevoegden. Vaak gaat het in oorsprong om een orale traditie.
Pas in de 16e en 17e eeuw kwam er meer vrijheid om de oude tradities te herstellen. Er werden toen fragmenten verzameld van de oude luister.

## Verschillende barden
Taliesin is een beroemde Welshe bard uit de zesde eeuw. Andere beroemde barden uit die tijd zijn Aneirin en Myrddin Wyllt.
In Engeland wordt William Shakespeare wel aangeduid als The Bard, met hoofdletters. Een minder succesvol, maar wel bekend voorbeeld van de bard is Kakofonix in de stripverhalen over Asterix. De Friese renaissanceschrijver Gysbert Japicx wordt ook soms de bard genoemd.